# Nenjiang
Nenjiang (en chino: 嫩江 县, en pinyin: Nenjiang xian) es un condado bajo la administración de la ciudad de Heihe, en la provincia de Heilongjiang, República Popular China. Se encuentra sobre el río del mismo nombre (río Nen, o Nenjiang en chino, Nonni en manchú), al oeste de Heihe. La capital del condado es la ciudad del mismo nombre (Nenjiang; en chino: 嫩江 镇, en pinyin: zhen Nenjiang). Tiene un área de 15 360 kilómetros cuadrados y una población de 500 000 habitantes.

## Historia
El pueblo de Nenjiang (también conocido como Mergen en ese momento) fue la capital (sede del Gobierno Militar) de la provincia de Heilongjiang entre 1690-1699.

## Clima
La temperatura media mensual de la región es en enero de -24 °C y de 20 °C en junio, la temperatura media anual es de solo 1 °C. Alrededor del 80 % de la lluvia cae de junio a septiembre.
| Parámetros climáticos promedio de Nenjiang (1971–2000) | Parámetros climáticos promedio de Nenjiang (1971–2000) | Parámetros climáticos promedio de Nenjiang (1971–2000) | Parámetros climáticos promedio de Nenjiang (1971–2000) | Parámetros climáticos promedio de Nenjiang (1971–2000) | Parámetros climáticos promedio de Nenjiang (1971–2000) | Parámetros climáticos promedio de Nenjiang (1971–2000) | Parámetros climáticos promedio de Nenjiang (1971–2000) | Parámetros climáticos promedio de Nenjiang (1971–2000) | Parámetros climáticos promedio de Nenjiang (1971–2000) | Parámetros climáticos promedio de Nenjiang (1971–2000) | Parámetros climáticos promedio de Nenjiang (1971–2000) | Parámetros climáticos promedio de Nenjiang (1971–2000) | Parámetros climáticos promedio de Nenjiang (1971–2000) |
| Mes                                                    | Ene.                                                   | Feb.                                                   | Mar.                                                   | Abr.                                                   | May.                                                   | Jun.                                                   | Jul.                                                   | Ago.                                                   | Sep.                                                   | Oct.                                                   | Nov.                                                   | Dic.                                                   | Anual                                                  |
| ------------------------------------------------------ | ------------------------------------------------------ | ------------------------------------------------------ | ------------------------------------------------------ | ------------------------------------------------------ | ------------------------------------------------------ | ------------------------------------------------------ | ------------------------------------------------------ | ------------------------------------------------------ | ------------------------------------------------------ | ------------------------------------------------------ | ------------------------------------------------------ | ------------------------------------------------------ | ------------------------------------------------------ |
| Temp. máx. media (°C)                                  | −17.3                                                  | −10.8                                                  | −0.9                                                   | 10.9                                                   | 19.7                                                   | 25.0                                                   | 26.5                                                   | 24.5                                                   | 18.5                                                   | 8.6                                                    | −5.0                                                   | −15.2                                                  | 7                                                      |
| Temp. mín. media (°C)                                  | −30.1                                                  | −26.1                                                  | −15.2                                                  | −3.1                                                   | 4.6                                                    | 11.7                                                   | 15.5                                                   | 12.9                                                   | 5.4                                                    | −4.0                                                   | −17.0                                                  | −26.9                                                  | -6                                                     |
| Precipitación total (mm)                               | 3.1                                                    | 2.3                                                    | 4.8                                                    | 21.5                                                   | 32.0                                                   | 84.4                                                   | 143.6                                                  | 105.2                                                  | 61.7                                                   | 22.3                                                   | 6.4                                                    | 4.7                                                    | 492.0                                                  |
| Días de precipitaciones (≥ 0.1 mm)                     | 6.4                                                    | 4.1                                                    | 4.6                                                    | 7.5                                                    | 8.3                                                    | 13.2                                                   | 14.3                                                   | 13.1                                                   | 9.8                                                    | 6.8                                                    | 5.5                                                    | 7.3                                                    | 100.9                                                  |
| Horas de sol                                           | 179.3                                                  | 209.1                                                  | 257.5                                                  | 239.4                                                  | 281.9                                                  | 279.0                                                  | 258.6                                                  | 257.5                                                  | 225.2                                                  | 208.1                                                  | 175.0                                                  | 155.3                                                  | 2725.9                                                 |
| Humedad relativa (%)                                   | 73                                                     | 69                                                     | 59                                                     | 51                                                     | 48                                                     | 66                                                     | 78                                                     | 79                                                     | 72                                                     | 61                                                     | 67                                                     | 73                                                     | 66.3                                                   |
| Fuente: 中国气象局                                     |                                                        |                                                        |                                                        |                                                        |                                                        |                                                        |                                                        |                                                        |                                                        |                                                        |                                                        |                                                        |                                                        |